# Roelof Hommema
Roelof Hommema (Lekkum, 3 oktober 1904 - Amsterdam, 27 augustus 1956) was een Nederlands roeier. Eenmaal nam hij deel aan de Olympische Spelen, maar won bij die gelegenheid geen medaille. 
Op de Olympische Spelen van 1924 in Parijs maakte Hommema op 19-jarige leeftijd zijn olympisch debuut op het roeionderdeel acht met stuurman. De roeiwedstrijden vonden plaats op een recht gedeelte van de rivier de Seine bij Argenteuil. De Nederlandse ploeg werd in de 2e serie derde en plaatste zich hierdoor niet voor de finale en ook niet voor de herkansing. 
Hommema was aangesloten bij studentenroeivereniging ASR Nereus in Amsterdam.

## Palmares

### roeien (vier zonder stuurman)
- 1926:  EK in Luzern

### roeien (acht met stuurman)
- 1924: 3e in de series OS in Parijs
- 1924:  EK in Zürich

Simon Bon · 
Cornelis Eecen · 
Antony Fennema · 
Roelof Hommema · 
Paul Maasland · 
Henk Rijnders · 
Gerrit Tromp · 
Egbertus Waller · 
Ted Cremer (stuurman)